# Les Promenades Gatineau
 (août 2024).
Si vous disposez d'ouvrages ou d'articles de référence ou si vous connaissez des sites web de qualité traitant du thème abordé ici, merci de compléter l'article en donnant les références utiles à sa vérifiabilité et en les liant à la section « Notes et références ».
 (septembre 2024).
Les Promenades Gatineau sont un centre commercial de Gatineau, au Québec, précisément situé dans la région de la capitale nationale du Canada. Situé à l'intersection des boulevards Gréber et Maloney, une intersection très achalandée, et tout proche de l'autoroute 50, il compte plus de 150 commerces, dont les plus grands détaillants sont La Baie, Costco, Simons, Old Navy, H&M et Archambault.
Il s'agit du plus grand centre commercial de la ville de Gatineau par sa superficie et son achalandage ainsi que le quatrième de la région de la capitale concernant la superficie commerciale, dépassé par le Centre St-Laurent (90 200 m²), le Centre Rideau (90 025 m²) et le Centre commercial Bayshore (82 055 m²). Quant à elles, les Promenades Gatineau s'étendent sur 78 500 m², incluant l'édifice à bureaux à trois étages du côté sud du complexe, qui abrite des bureaux du gouvernement fédéral. Le centre n'est composé que d'un seul niveau avec des corridors secondaires. 
Le centre commercial se situe dans une zone commerciale importante du secteur Gatineau, où plusieurs autres galeries commerçantes et grands magasins s'alignent le long des boulevards Maloney et Gréber : le Village Gréber, de l'autre côté du boulevard Maloney, et les Galeries Gatineau, qui hébergent Adonis, Première Moisson, Brick, Linen Chest et Best Buy, de l'autre côté de la rue vers l'est. Plusieurs petits magasins et restaurants sont situés dans l'aire de stationnement au nord.
Depuis son acquisition par Oxford Properties, un projet de rénovation majeure est amorcé afin d'augmenter et diversifier les magasins et boutiques qui s'y trouvent. Au fil des rénovations, le centre accueille des enseignes jusque-là peu présentes dans la région. Depuis le début des rénovations en 2012, de nombreuses nouvelles boutiques sont ouvertes telles que les boutiques de mode H&M et Forever 21 qui ouvrent leurs portes en octobre 2014. Ces boutiques s'ajoutent aux boutiques existantes telles que Garage, AMNESIA, Dynamite, Caveau des Jeans, Jack & Jones, 1850, Claire-France et La Baie. La boutique Laura est déménagée dans un bâtiment séparé du centre commercial, aux abords du boulevard Maloney et remplacé par La Maison Simons depuis 2015. Le centre accueille aussi dans ses locaux Starbucks en septembre 2013 et DavidsTea l'année suivante.
Selon plusieurs sondages, près de 80 % de ses clients sont des femmes et l'âge moyen est de 38 ans[réf. nécessaire].

## Histoire
Le centre ouvre ses portes en 1978 sous le nom de Promenades de l'Outaouais et devient rapidement une destination commerciale majeure de l'ancienne ville de Gatineau (devenue depuis 2002 le secteur Gatineau de la ville de Gatineau). Les locataires majeurs étaient K-Mart, Distribution aux consommateurs, Steinberg et Home Hardware.
Durant les années 1990 et au début des années 2000, le centre connaît des difficultés financières à défaut de ne pouvoir louer plusieurs de ses espaces commerciaux et lorsque certains des grands locataires ferment leurs portes. Dans les années 1990, Kmart, Eaton et Steinberg, alors les principales enseignes du centre, ferment toutes les trois.
En 1995, le centre entreprend une expansion considérable à son extrémité est. Avant, le centre s'arrêtait à l'ancien emplacement des cinémas Famous Players. Les travaux d'agrandissement permettent l'arrivée de La Baie, un nouveau grand locataire, en plus d'un Dollarama, d'une aire de restauration, d'un nouvel édifice à bureaux, d'un salon Christopher International et d'une zone pour les petits magasins (le Boulevard des Artisans).
En 1999, le magasin Eaton, situé à l'ouest du centre ferme. Au cours des années suivantes, cet espace reste la plupart du temps inoccupé, sauf quand Laura occupe l'espace pendant une brève période. L'ancien Eaton fut détruit afin de faire place à Costco en mars 2006, provoquant une revitalisation du secteur ouest du centre. Archambault, un détaillant de musique québécois ouvrit aussi une succursale en 2005 près de Costco, ainsi que le Buffet Dragon, le restaurant chinois du centre. Steinberg y tient un supermarché durant les premières années du centre, mais il ferme quand la société cesse ses opérations. L'espace est plus tard occupé par Super C, puis par Metro qui lui aussi ferme début 2008. Urban Planet y est maintenant installé. 
Durant la plus grande partie de son existence, le centre comprend un cinéma. À la fin des années 1990, les cinémas Famous Players ferment, partiellement à cause de l'ouverture des salles Cinéma 9 qui sont situées à quelques minutes du centre. Plus récemment, un nouveau cinéma appelé Ciné-Starz ouvre ses portes à cet endroit. Ce dernier n'est plus en opération depuis les rénovations majeures de 2012.
Dans divers secteurs du centre, des petits détaillants comme Le Garage, Terra Nostra, Bijoux Caroline Néron, BCBG MAXAZRIA, Bath & Body Works et Vidéotron s'ajoutent. Le 13 septembre 2013, la première succursale de la ville de Café Starbucks ouvre dans le centre. Cette succursale est la première des cinq à ouvrir à Gatineau.

## Transport
Le centre, étant situé à l'une des intersections les plus fréquentées de la ville et près de l'autoroute 50, est facilement accessible par divers moyens de transport. Un stationnement de plus de 3 000 places s'y trouve par ailleurs.
La Société de transport de l'Outaouais (STO) offre plusieurs lignes qui partent vers différents secteurs de la ville à partir du centre. Il est considéré comme la plate-forme de correspondance la plus importante de la ville hors du centre-ville. Un total de 8 000 clients par jour utilise le transport en commun pour magasiner aux Promenades. La STO offre aussi une installation de parc-o-bus avec 500 espaces de stationnement à proximité. En plus, elle a récemment reconstruit le terminus de transit et a construit un nouveau centre de service à la clientèle à l'intérieur du centre commercial.

### Lignes d'autobus
- Lignes 62, 63, 66, 71, 74, 76 et 78 traversent des quartiers locaux au secteur Gatineau
- Lignes 67 et 77 vont vers Ottawa. La 77 traverse aussi des quartiers locaux au secteur Gatineau
- Lignes 33 et 39 traversent aussi des quartiers locaux au secteur Gatineau. Ils traversent en plus de divers quartiers du secteur Hull et terminent à Ottawa.
- Ligne 57 va vers le secteur Aylmer via Gatineau centre-ville
- Ligne 96 va vers les secteurs Buckingham et Masson-Angers
- Ligne 68 est une ligne non-stop qui dessert le cégep de Hull.
- De divers lignes spéciales pour des événements partent d'ici.

Depuis 2010, la route de transit Rapibus passe au nord du centre commercial parallèlement au boulevard Maloney. Une station est située devant l'entrée principale de l'autre côté du boulevard Maloney.